# Valtocado
Valtocado est une localité de la commune de Mijas située dans la communauté autonome d'Andalousie, dans la province de Malaga, en Espagne.